# Kifisos (Böotien)
Der Kifisos (griechisch Κηφισός, auch Kifissos Κηφισσός, Böotischer Kifisos Βοιωτικός Κηφισός, früher auch Mavroneri Μαυρονέρι oder Fokikos Φωκικός, altgriechisch Κηφισσός Kēphissos) ist der Hauptfluss der griechischen Landschaft Böotien. Er ist rund 60 Kilometer lang und durchfließt Teile der Regionalbezirke Fthiotida und Böotien.
Der Kifisos entsteht aus der Vereinigung mehrerer Quellbäche, als Hauptquelle gilt seit der Antike ein Quellteich am Nordhang des Berges Parnass bei dem zur Gemeinde Delfi in Fokida gehörenden Dorf Lilea. Pausanias beschreibt das gegen Mittag mit lautem Geräusch aus dem Boden hervorquellende Wasser. Der Flussgott Kephissos wurde hier von den Einwohnern des antiken Lilaia verehrt. An diesem Quellteich steht heute die Kirche der Barmherzigen Muttergottes (gr. Paliapanagia, Panagia Eleousa oder Panagia Mavromandila).

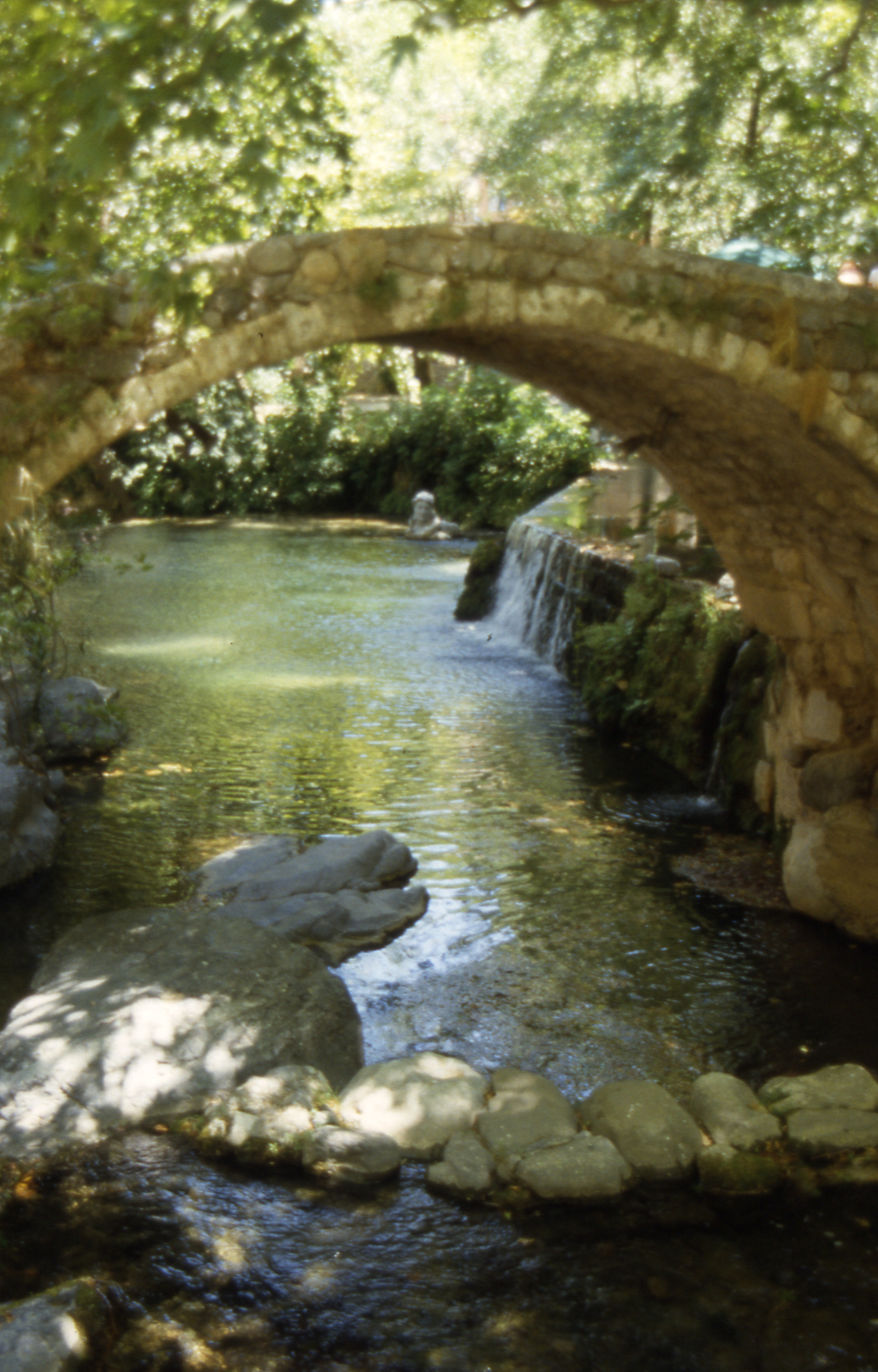
Der Fluss bei Livadia

Der Kifisos fließt zunächst nach Nordosten. Bald nach der Quelle fließen ihm wesentlich längere Bäche zu, so von Süden aus dem Parnass der Agorianitis (Αγοριανίτης), von Westen aus dem Giona-Gebirge der Kanianitis (Κανιανίτης), der Livadorrachis (Λιβαδόρραχης) und der Apostolias (Αποστολιάς). Nach rund fünf Kilometern biegt der Fluss nach Südosten ab, nimmt die Wasser des nördlich vom Kallidromo kommenden Xirorema (Ξηρόρεμα) auf und bildet im weiteren Oberlauf ein fruchtbares Tal zwischen den Bergstöcken des Parnass und des Kallidromo. Rund drei Kilometer nördlich der Stadt Amfiklia passiert der Kifisos ein enges Tal, passiert weiter südöstlich das Dorf Kato Tithorea und tritt nach Böotien in die Ebene um das Dorf Cheronia, an der Stelle des antiken Chaironeia, ein. Nördlich von Cheronia wendet er sich nach Osten und fließt der Stadt Orchomenos zu, wo er ursprünglich in den Kopaïs-See (neugriechisch Κωπαΐδα Kopaida) mündete, der ohne oberirdische Abflüsse war und in der Antike auch nach dem Fluss als Kēfissis (Κηφισσίς) bezeichnet wurde. Dieser See wurde im 19. Jahrhundert trockengelegt, und der Kifisos wurde zum nahe gelegenen See Yliki umgeleitet. Seither bewässert er die ausgedehnten Felder der Kopaida-Ebene. Weitere Nebenflüsse im Unterlauf sind der Platanias, die Erkyna und der Melas oder Melanas, welcher ursprünglich in den Kopais-See mündete und heute in zahlreichen Kanälen die Felder der Ebene bewässert.
Das System des Kifisos bildet zusammen mit den Seen Yliki und Paralimni das Natura 2000-Gebiet Limnes Yliki ke Paralimni – Systima Viotikou Kifissou.
Geschichtliche Bedeutung erhielt der Fluss durch die Schlacht am Kephissos am 15. März 1311.